# Kungsleden
Il sentiero del re (svedese: Kungsleden) è un sentiero naturalistico svedese. 
È stato creato circa un secolo fa dall'Associazione Turistica Svedese (svedese: Svenska Turistföreningen o STF). Il suo nome fu un omaggio al monarca regnante (la Svezia ancora oggi è una monarchia costituzionale).

## Descrizione
Oltre 450 km di sentiero fanno del Kungsleden uno dei più antichi tragitti della Scandinavia e il più famoso della Lapponia svedese. 
Il sentiero del re passa attraverso cinque parchi nazionali di indescrivibile fascino primordiale: Abisko, Stora Sjöfallet, Sarek e Pieljekaise.
Il punto di partenza ufficiale è il villaggio di Abisko, per dirigersi verso sud, fino al piccolo villaggio di Hemavan. Esiste la possibilità di percorrere tratti intermedi più o meno lunghi in base ai propri limiti e capacità. Il tratto più frequentato (circa 150 km) va da Abisko ai piedi del Kebnekaise (la cima più alta della Svezia), lungo una serpentina di vedute infinite e paesaggi mozzafiato.
Ricchissima la fauna presente: orsi bruni, ghiottoni, linci, volpi artiche, alci. Gli animali vivono in un ambiente protetto, tutelato e volto al mantenimento dell'habitat secondo specifiche leggi governative.

## I record
Da alcuni anni, diversi atleti di trail running corrono per cercare di stabilire un record di velocità. Questi record sono registrati sul sito web di FKT. L'atleta svedese Emelie Forsberg detiene il record di velocità femminile. L'avventuriero belga Louis-Philippe Loncke è stato il primo a percorrere a piedi e in packraft l'intero percorso senza supporto, scalando anche lo Skierfe e le cime nord e sud del Kebnekaise.